# Флегстафф
Флегстафф (англ. Flagstaff) — місто (англ. city) в США, в окрузі Коконіно штату Аризона. Населення — 76 831 особа (2020).

## Географія
Флегстафф розташований за координатами 35°11′7″ пн. ш. 111°37′15″ зх. д. / 35.18528° пн. ш. 111.62083° зх. д. (35.185217, -111.620726). За даними Бюро перепису населення США в 2010 році місто мало площу 165,52 км², з яких 165,43 км² — суходіл та 0,09 км² — водойми.

### Клімат
Місто знаходиться у зоні, котра характеризується середземноморським кліматом. Найтепліший місяць — липень із середньою температурою 22.4 °C (72.4 °F). Найхолодніший місяць — січень, із середньою температурою -0.1 °С (31.8 °F).
| Клімат Флегстаффа       | Клімат Флегстаффа | Клімат Флегстаффа | Клімат Флегстаффа | Клімат Флегстаффа | Клімат Флегстаффа | Клімат Флегстаффа | Клімат Флегстаффа | Клімат Флегстаффа | Клімат Флегстаффа | Клімат Флегстаффа | Клімат Флегстаффа | Клімат Флегстаффа | Клімат Флегстаффа |
| Показник                | Січ.              | Лют.              | Бер.              | Квіт.             | Трав.             | Черв.             | Лип.              | Серп.             | Вер.              | Жовт.             | Лист.             | Груд.             | Рік               |
| Абсолютний максимум, °C | 18,9              | 21,7              | 22,8              | 26,7              | 31,7              | 35,6              | 36,1              | 33,3              | 32,2              | 29,4              | 23,3              | 20                | 36,1              |
| Середній максимум, °C   | 7                 | 8,4               | 13,2              | 16,4              | 22,7              | 27,8              | 30,9              | 27,8              | 25,4              | 19,2              | 13,2              | 7,4               | 18,3              |
| Середня температура, °C | −0,1              | 1,5               | 5,4               | 8,3               | 14,1              | 18,7              | 22,4              | 20,1              | 16,6              | 10,2              | 5,1               | 0,2               | 10,2              |
| Середній мінімум, °C    | −7,3              | −5,4              | −2,4              | 0,2               | 5,4               | 9,5               | 13,9              | 12,3              | 7,7               | 1,1               | −2,9              | −6,9              | 2,1               |
| Абсолютний мінімум, °C  | −30               | −30,6             | −26,7             | −18,9             | −10               | −5,6              | 0                 | −4,4              | −5                | −18,9             | −25               | −30,6             | −30,6             |
| Норма опадів, мм        | 44                | 39                | 43                | 25                | 16                | 11                | 60                | 69                | 44                | 33                | 32                | 43                | 460               |
| Днів з опадами          | 6                 | 6                 | 6                 | 4                 | 4                 | 3                 | 11                | 11                | 7                 | 5                 | 4                 | 5                 | 72                |
| Днів з дощем            | 8                 | 7                 | 9                 | 6                 | 5                 | 3                 | 11                | 11                | 6                 | 5                 | 5                 | 6                 | 82                |
| Днів зі снігом          | 7,5               | 6,9               | 6,6               | 3                 | 0,8               | 0                 | 0                 | 0                 | 0                 | 0,6               | 3                 | 6,5               | 34,9              |
| ----------------------- | ----------------- | ----------------- | ----------------- | ----------------- | ----------------- | ----------------- | ----------------- | ----------------- | ----------------- | ----------------- | ----------------- | ----------------- | ----------------- |
| Джерело: Weatherbase    |                   |                   |                   |                   |                   |                   |                   |                   |                   |                   |                   |                   |                   |

## Демографія
Згідно з переписом 2010 року, у місті мешкало 65 870 осіб у 22 836 домогосподарствах у складі 12 906 родин. Густота населення становила 398 осіб/км². Було 26254 помешкання (159/км²).
Расовий склад населення:
| - 73,4 % — білих - 11,7 % — корінних американців - 1,9 % — чорних або афроамериканців - 1,9 % — азіатів - 0,2 % — вихідців з тихоокеанських островів - 7,3 % — осіб інших рас |

До двох чи більше рас належало 3,6 %. Частка іспаномовних становила 18,4 % від усіх жителів.
За віковим діапазоном населення розподілялося таким чином: 20,6 % — особи молодші 18 років, 73,0 % — особи у віці 18—64 років, 6,4 % — особи у віці 65 років та старші. Медіана віку мешканця становила 26,6 року. На 100 осіб жіночої статі у місті припадало 97,5 чоловіків; на 100 жінок у віці від 18 років та старших — 95,7 чоловіків також старших 18 років.
Середній дохід на одне домашнє господарство становив 70 678 доларів США (медіана — 48 680), а середній дохід на одну сім'ю — 89 804 долари (медіана — 66 796). Медіана доходів становила 42 648 доларів для чоловіків та 37 158 доларів для жінок. За межею бідності перебувало 24,2 % осіб, у тому числі 25,7 % дітей у віці до 18 років та 6,6 % осіб у віці 65 років та старших.
Цивільне працевлаштоване населення становило 35 909 осіб. Основні галузі зайнятості: освіта, охорона здоров'я та соціальна допомога — 29,3 %, мистецтво, розваги та відпочинок — 20,2 %, роздрібна торгівля — 13,6 %.

## Галерея

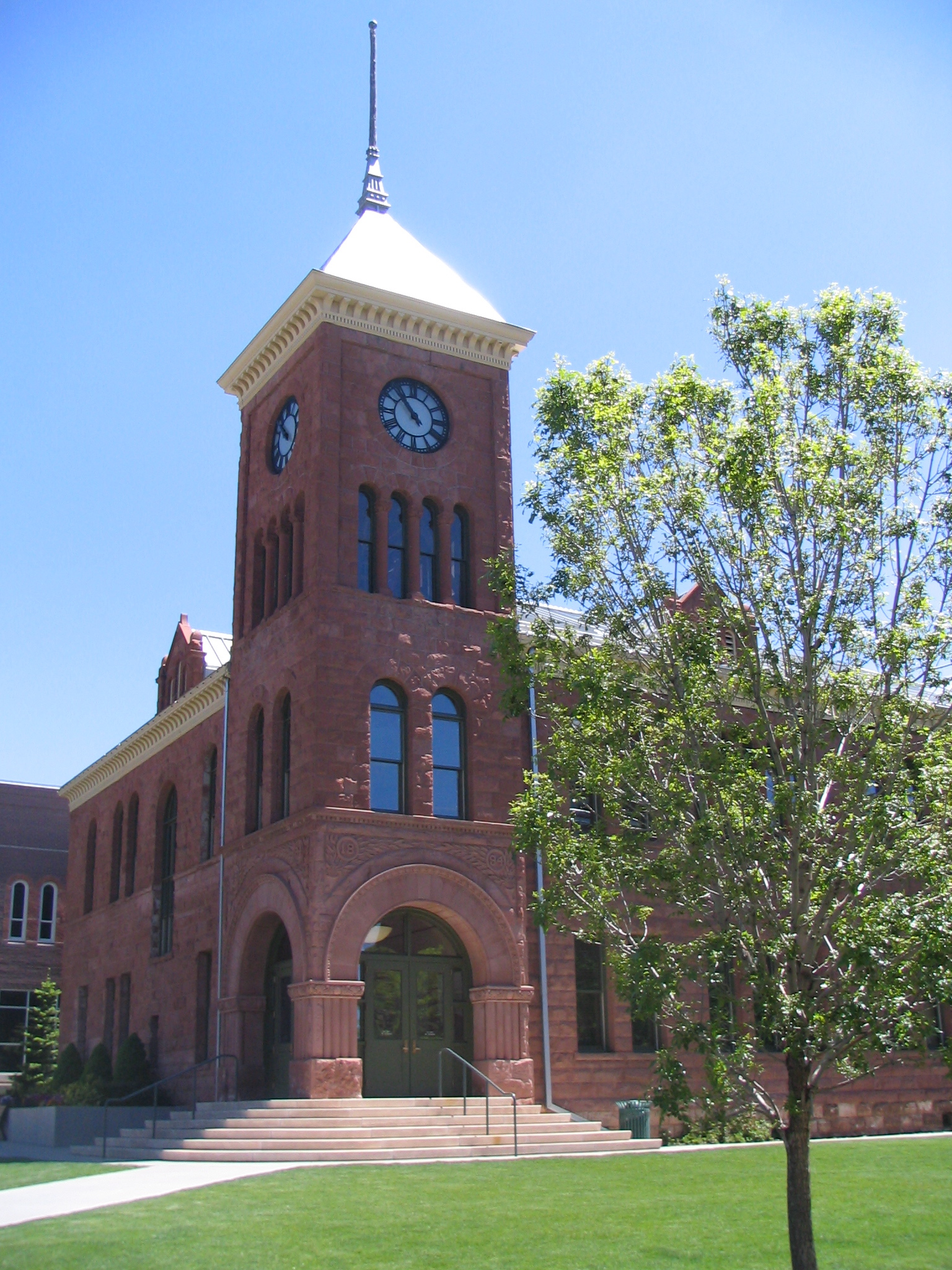
Окружний суд Коконіно
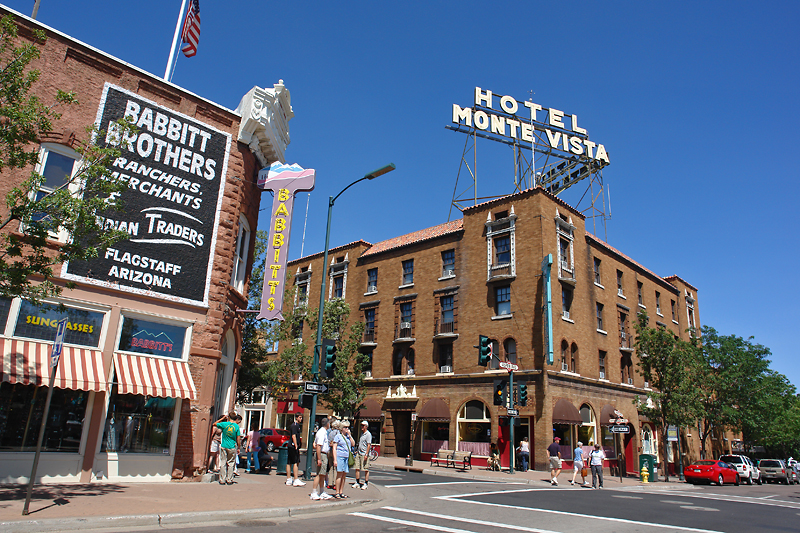
Отель в центрі міста